# Aerenea gounellei
Aerenea gounellei là một loài bọ cánh cứng trong họ Cerambycidae.